# En fanfare
En fanfare is een Franse dramafilm uit 2024, geregisseerd en mede geschreven door Emmanuel Courcol. De hoofdrollen worden vertolkt door Benjamin Lavernhe en Pierre Lottin.

## Verhaal
Wanneer de bekende dirigent Thibaut de diagnose van leukemie krijgt, blijkt uit een DNA-test dat zijn zuster geen geschikte beenmergdonor is omdat hij geadopteerd is. Thibaut gaat op zoek naar zijn biologische broer Jimmy, een fabrieksarbeider die trombone speelt bij een lokale fanfare in Lille. Wanneer de band zijn dirigent verliest, geeft Thibaut zich op als vervanger en komen de broers meer te weten over hun verleden.

## Rolverdeling
| Acteur            | Personage           |
| ----------------- | ------------------- |
| Benjamin Lavernhe | Thibault Desormeaux |
| Pierre Lottin     | Jimmy Lecocq        |
| Sarah Suco        | Sabrina             |

## Productie
En fanfare is de derde langspeelfilm van regisseur Emmanuel Courcol, met een budget van 6,5 miljoen euro. De film werd geproduceerd door Marc Bordure voor Agat Film samen met regisseur Robert Guédiguian. Diaphana Distribution verkreeg de Franse distributierechten.

## Release
En fanfare ging op 19 mei 2024 in première op het Filmfestival van Cannes. De film werd ook geselecteerd als openingsfilm van het Festival international du film francophone de Namur in september 2024.